# 契媽唔易做
《契媽唔易做》是1991年上映的一齣香港電影，由錢永強執導，鄭裕玲、梁家輝、吳孟達、鄭柏林等主演。

## 劇情
張文靜（郑裕玲 飾）是饱受城市压力的女经理，適逢當警察的男友蘇文輝（梁家輝 飾）每天槍林彈雨的沒空陪伴，所以搬到偏遠的灣仔村中暂住洗涤身心。柏林（鄭柏林 飾）自小在村中长大，本性善良，但其父達叔（吴孟达 飾）嗜赌如命，不大照顾柏林，更常利用柏林纯真求助来敛财。靜看不惯柏達叔对待柏林的态度，与柏林展开一段友谊，兩人上契結為契媽契仔關係。而大陆来港的阿表（杜少津 飾）與同伙介入一宗钻石劫案，但行事失败，误躲進靜的櫃子連同搬运车进村，藏匿在村内治疗伤势，并伺机潜进靜家，寻回丢失的钻石。
阿表见靜被村中恶人欺侮，挺身而出，令靜及柏林对其渐生好感。但同伙却以为阿表吞赃，追踪而至，欲夺回脏物及企图加害众人，柏林与靜联手对付敌人，而阿表更不愿有被捕之危险，与二人联手捉贼。最后，阿表被警方遣返大陆，与柏林依依不舍，達叔亦痛改前非，对柏林多加照顾；而靜在连番历险后，终克服了城市人神经紧张和恐惧，重新面对生活。

## 演員
- 梁家輝 飾 蘇文輝
- 鄭裕玲 飾 張文靜
- 鄭柏林 飾 柏林仔（外號太叔公）
- 吳孟達 飾 達叔
- 杜少津飾 阿表
- 李賽鳳 飾 鄔小鳳(特別客串)
- 龍天生 飾 亞生
- 曹榮 飾 波板糖
- 李道瑜
- 邱建國
- 蔡國強
- 鄧超友
- 陸劍明 飾 村中混混(特別客串)
- 梁啟智
- 王文成
- 黃偉亮
- 朱祖權
- 譚偉民
- 陳世騰
- 蔡國平

## 外部連結
- 香港影庫上《契媽唔易做》的資料（繁體中文）
- 開眼電影網上《表姐當家》的資料（繁體中文）
- 时光网上《契媽唔易做》的資料（简体中文）
- 豆瓣电影上《契媽唔易做》的資料 （简体中文）
- 互联网电影数据库（IMDb）上《契媽唔易做》的资料（英文）